# نامیکا
نامیکا (عربی: حنان حمادي؛ زادهٔ ۲۳ اوت ۱۹۹۱) خوانندگی، رپ اهل آلمان است. وی از سال ۲۰۱۳ میلادی تاکنون مشغول فعالیت بوده‌است.